# Vela ai Giochi della XXIII Olimpiade
Le competizioni di vela ai Giochi della XXII Olimpiade si sono svolte dal 31 luglio all'8 agosto 1984 nelle acque davanti Long Beach, in California.
Il calendario prevedeva 7 eventi.

## Podi
| Evento                     | Oro                                              | Argento                                          | Bronzo                                      |
| Windglider (dettagli)      | Stephan van den Berg                             | Scott Steele                                     | Bruce Kendall                               |
| Finn (dettagli)            | Russell Coutts                                   | John Bertrand                                    | Terry Neilsen                               |
| 470 (dettagli)             | Spagna Luis Doreste Roberto Molina               | Stati Uniti Steve Benjamin Hans Steinfeld        | Francia Thierry Peponnet Luc Pillot         |
| Star (dettagli)            | Stati Uniti Bill Buchan Steve Erickson           | Germania Ovest Joachim Griese Michael Marcour    | Italia Giorgio Gorla Alfio Peraboni         |
| Soling (dettagli)          | Stati Uniti Robbie Haines Ed Trevalyan Rod Davis | Brasile Torben Grael Daniel Adler Ronaldo Senfft | Canada Hans Fogh John Kerr Stephen Calder   |
| Flying Dutchmen (dettagli) | Stati Uniti Jonathan McKee Carl Buchan           | Canada Terry McLaughlin Evert Bastet             | Gran Bretagna Jonathan Richards Peter Allam |
| Tornado (dettagli)         | Nuova Zelanda Rex Sellers Chris Timms            | Stati Uniti Randy Smyth Jay Glaser               | Australia Christopher Cairns John Anderson  |

## Medagliere
| Posizione | Paese          | Oro | Argento | Bronzo | Totale |
| --------- | -------------- | --- | ------- | ------ | ------ |
| 1         | Stati Uniti    | 3   | 4       | 0      | 7      |
| 2         | Nuova Zelanda  | 2   | 0       | 1      | 3      |
| 3         | Paesi Bassi    | 1   | 0       | 0      | 1      |
| 3         | Spagna         | 1   | 0       | 0      | 1      |
| 5         | Canada         | 0   | 1       | 2      | 3      |
| 6         | Brasile        | 0   | 1       | 0      | 1      |
| 6         | Germania Ovest | 0   | 1       | 0      | 1      |
| 8         | Italia         | 0   | 0       | 1      | 1      |
| 8         | Australia      | 0   | 0       | 1      | 1      |
| 8         | Francia        | 0   | 0       | 1      | 1      |
| 8         | Regno Unito    | 0   | 0       | 1      | 1      |
| Totale    | Totale         | 7   | 7       | 7      | 21     |